# Compañía Ítalo Argentina de Electricidad

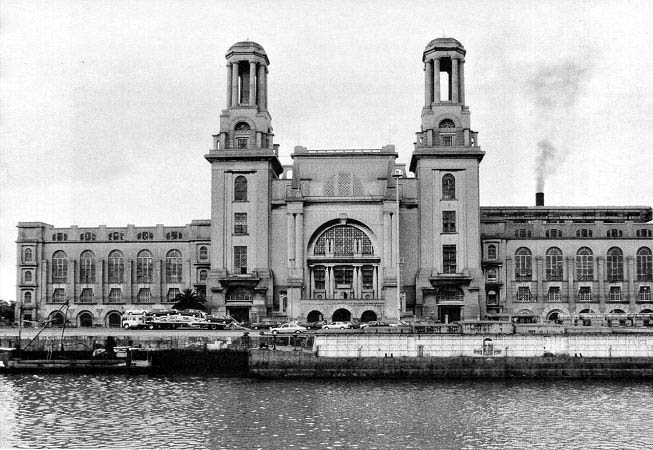
Elektrizitätswerk der CIAE in Puerto Nuevo (1933)

Die Compañía Ítalo Argentina de Electricidad (CIAE), bekannt als La Ítalo, war ein 1911 gegründetes argentinisches Elektrizitätsunternehmen im Besitz des Schweizer Konzerns Motor-Columbus. Es versorgte von 1912 bis 1979 Buenos Aires und Umgebung mit elektrischem Strom. Zusammen mit der Compañía Alemana Transatlántica de Electricidad (CATE) teilte es den lokalen Strommarkt auf. 1936 geriet die CIAE in den sogenannten Escándalo de la CHADE, als durch Bestechung die Konzessionen um 40 Jahre verlängert und die Verpflichtung zur Übergabe der Anlagen an die Stadt Buenos Aires aufgehoben wurden. 1944 deckte eine einberufene Kommission durch ihren Bericht Informe Rodríguez Conde diese Korruption auf und empfahl die Entziehung der Rechtspersönlichkeit der beteiligten Unternehmen. 1957 wurde die Verlängerung der Konzession für nichtig erklärt, doch 1961 gewährte Präsident Arturo Frondizi der CIAE erneut eine unbefristete Konzession mit der Option, das Unternehmen an den Staat zu verkaufen. 1975 annullierte Präsidentin María Estela Martínez de Perón diese Konzession, und 1976 wurde das Unternehmen unter der Militärdiktatur verstaatlicht.